# Odontostreptus levissimus
Odontostreptus levissimus är en mångfotingart som beskrevs av Carl Graf Attems 1914. Odontostreptus levissimus ingår i släktet Odontostreptus och familjen Spirostreptidae. Inga underarter finns listade i Catalogue of Life.